# پان‌ژرمنیسم

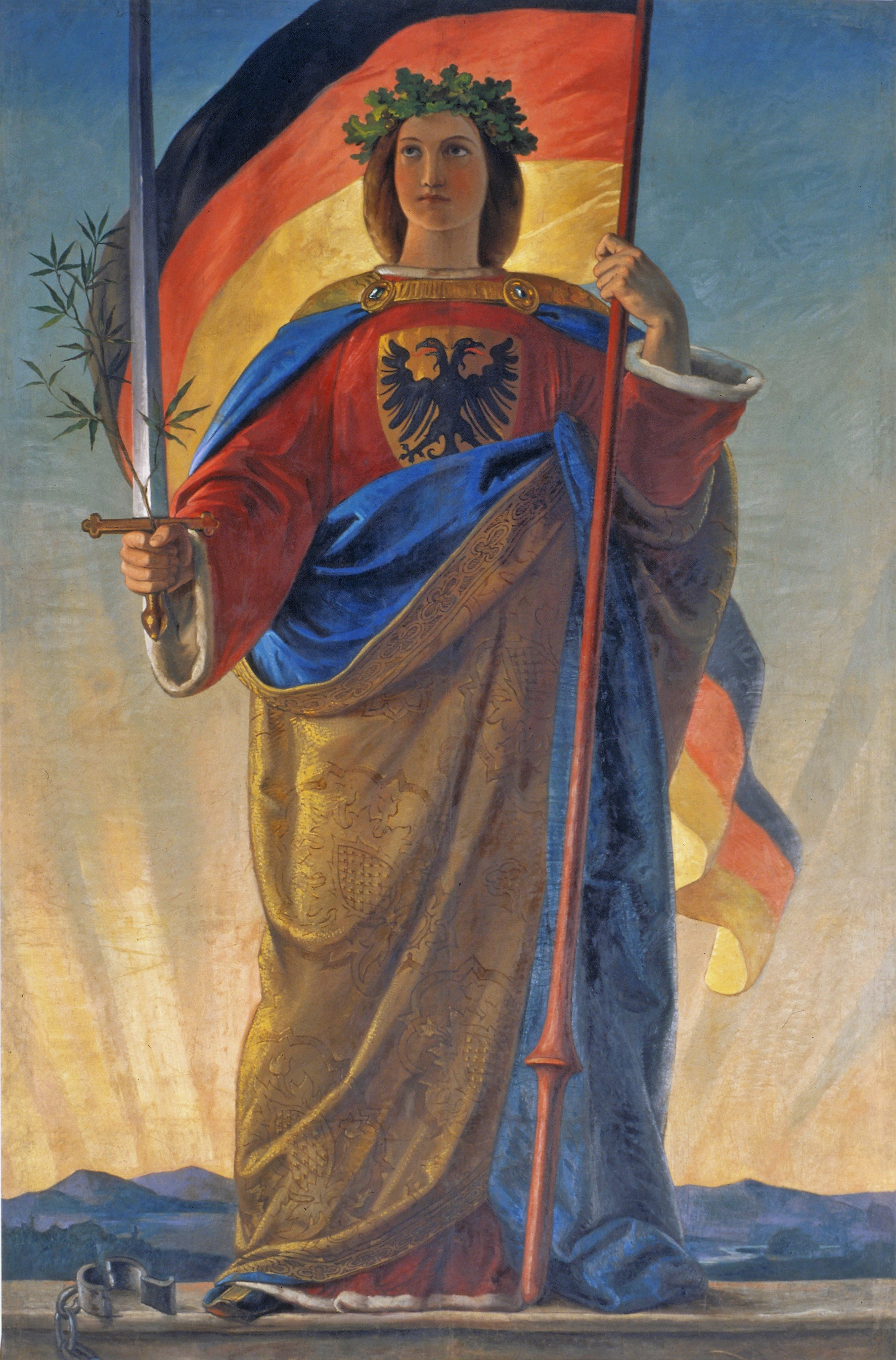
نقاشی گرمانیا (۱۸۴۸) روی دیوار کلیسای سنت پائلز در فرانکفورت ام‌ماین، نشانگر آرمان‌گرایی آلمانی

پان‌ژِرمنیسم (به زبان انگلیسی: Pan-Germanism، به زبان آلمانی :Der Pangermanismus)، یک جنبش ملی در سرزمین‌های با فرهنگ آلمانی است که سعی می‌کند خصوصیت آلمانی بودن را که تضعیف و منحرف شده است را دوباره زنده و بازسازی کرده و مردمان از تبار آلمانی را با یکدیگر متحد سازد. هدف نهایی آن ساختن کشوری با فرهنگ آلمانی متشکل از همه آلمانی‌زبانهای جهان و یاد دادن تفکر آلمانی به آلمانی‌ها است.∗
ایدئولوژی پان‌ژرمنیسم دربردارندهٔ نظریات، برنامه‌ها و جنبش‌های ملی‌گرایانه نژاد ژرمن که هدف آن‌ها وحدت سیاسی سرزمین‌های آلمانی نشین و تفوق آلمان بر جهان بوده است.

## تاریخچه
ریشه‌های فلسفی پان‌ژرمنیسم دست کم به یوهان گوتلیب فیشته، فیلسوف آلمانی (۱۸۱۴–۱۷۶۲) می‌رسد. فیشته در روزگاری که آلمان هنوز به امیرنشین‌های کوچک تقسیم می‌شد و وحدت سیاسی نداشت از «سرنوشت بزرگ ملت آلمان» دم می‌زد و آلمانیان را دارای روح آفریننده می‌شمرد، و در برابر آنان اقوام لاتینی را دچار تباهی می‌دانست. جنبش سیاسی ناسیونالیسمِ رومانتیک قرن نوزدهم، که اساس آن ملت‌باوری بود، نظریه‌رسالت اروپایی ای جهانی آلمان‌ها را قوت داد و متفکران و نویسندگان آلمانی طرح‌های گوناگون برای زنده کردن رایش آلمان می‌ریختند و این هدف، سرانجام، به دست «اتو فون بیسمارک» عملی شد؛ ولی وحدت نهایی سرزمین‌های آلمانی‌نشین با تصرف اتریش و سودت (متعلق به چکسلواکی) و آلزاس-لورن (متعلق به فرانسه) و سرزمین‌های آلمانی‌نشین لهستان و پیوست آن‌ها به خاک آلمان، به دست آدولف هیتلر عملی شد؛ ولی عمر رایش او بسیار کوتاه بود و با شکست آلمان در جنگ جهانی دوم سرزمین اصلی آلمان نیز به دو پاره (آلمان شرقی و غربی) تقسیم شد.